# Каария
Йере Микаел Пьойьонен (на фински: Jere Mikael Pöyhönen; роден на 21 октомври 1993 г.), по-известен с артистичния си псевдоним Каария, е финландски рапър, певец и автор на песни. Той добива международна популярност като представител на Финландия на Евровизия 2023, където изпълнява песента „Cha Cha Cha“. С нея заема второ място в крайното класиране с 526 точки, като печели първото място в публичното гласуване с 376 точки. Неговата песен оглави класациите във Финландия, Швеция, Латвия и Литва и достигна топ 10 в тринадесет други страни, превръщайки се в първата песен на фински, достигнала топ 10 в класацията за сингли в Обединеното кралство . 

## Референции
1. ↑  Eurovision Official Chart Record! Why 2023 is contest's biggest year yet //  www.officialcharts.com.   Посетен на 2023-05-20. (на английски)